# Kapillarpyknometer
Das Kapillarpyknometer ist ein Messgerät zur Ermittlung der Korndichte ρs eines Bodens. Die Korndichte bezeichnet die Masse der festen Substanz in der Raumeinheit (g/cm³). Diese liegt für Quarzsande bei etwa 2,65 g/cm³, kann jedoch auch wie bei Braunkohle nur 1,00 g/cm³ oder bei Basalt bis zu 3,00 betragen. Die Korndichte wird ermittelt, indem man die Trockenmasse md einer Bodenprobe auf deren Kornvolumen Vk bezieht:
{\displaystyle \rho _{s}={\frac {m_{d}}{V_{k}}}.}
Hierbei wird die Trockenmasse nach Trocknung der Bodenprobe bei 105 °C bestimmt; das Kornvolumen wird mit dem Kapillarpyknometer ermittelt.